# エルサレム・ポスト

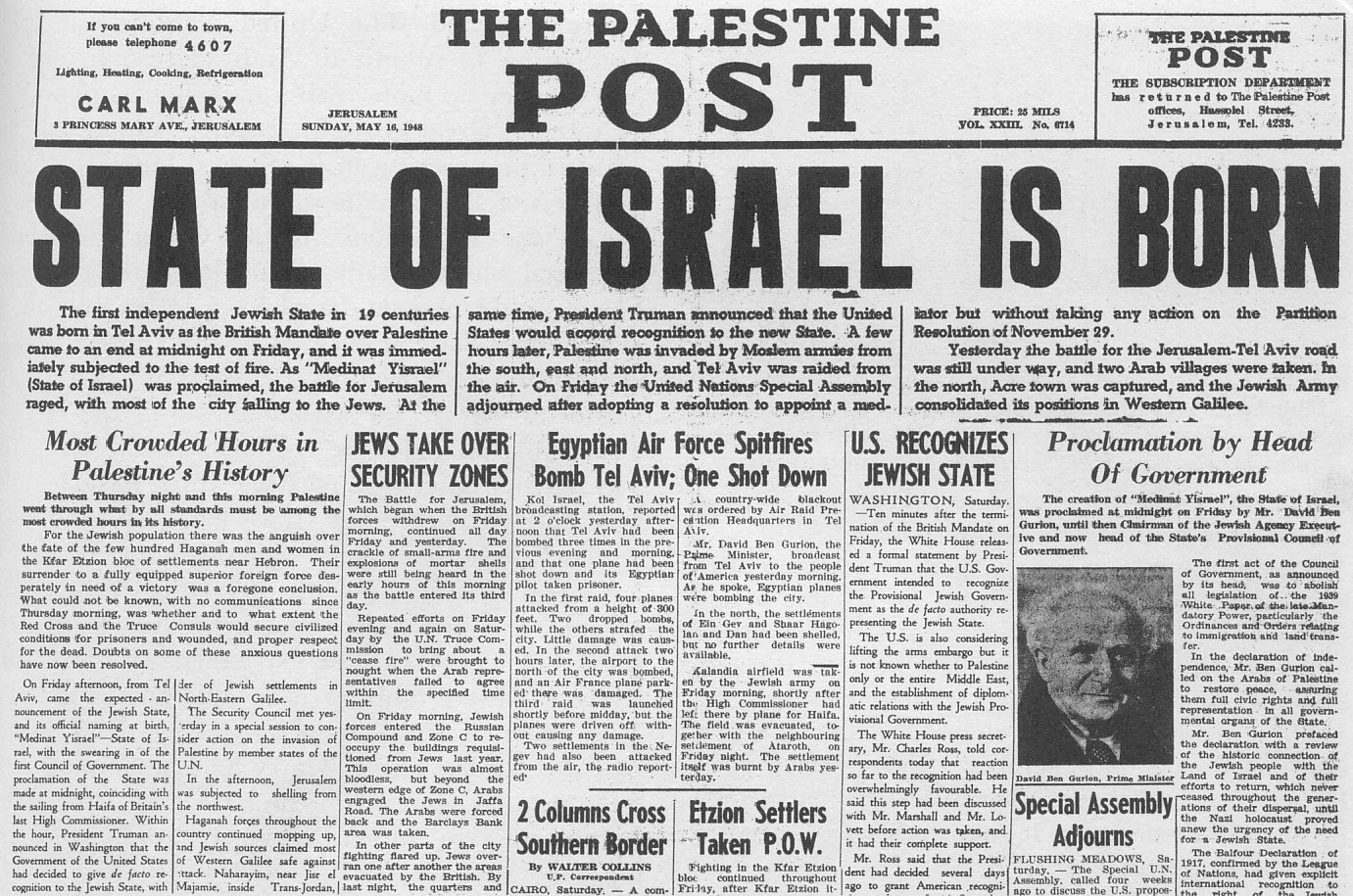
イスラエル建国を報じるパレスチナ・ポストの紙面

エルサレム・ポスト（英語: The Jerusalem Post、ザ・ジェルーサルム・ポスト）は、エルサレムをその本拠地とするイスラエルの日刊英字新聞である。
1932年にパレスチナ・ポスト（英語: The Palestine Post、ザ・パレスタイン・ポスト）として創刊され、1950年をもって現在の紙名に変更。その後イスラエル最大の規模を有する英字新聞に成長し、フランス語版を週刊で発行するようにもなった。そして、イスラエルが1948年に建国した際に、同紙は一面トップで「イスラエル国誕生（STATE OF ISRAEL IS BORN）」と大々的に報道した。なお、その記事は国立国会図書館でも入手可能である。
伝統的に外国のニュースやイスラエルとアラブ諸国との関係のニュースに重点を置いてきた 。1980年代以前は政党関係の記事が中心であったが、1980年代〜1990年代以降はこの傾向は薄らいだ。
また、同紙は「ザ・エルサレム・レポート（英語: The Jerusalem Report）」というイスラエル、ユダヤ、中東関連の英字の週刊誌も発行している。